# Херцлаке
Херцлаке (нем. Herzlake) — община в Германии, в земле Нижняя Саксония.
Входит в состав района Эмсланд. Подчиняется управлению Херцлаке. Население составляет 4174 человека (на 31 декабря 2010 года). Занимает площадь 49,77 км².

## Деревни расположены в Херцлаке
- Букхоф
- Фельзен
- Герцлейке
- Нойенланде
- Веструм